# スパイク・リー
“スパイク”シェルトン・ジャクソン・リー（Shelton Jackson "Spike" Lee、1957年3月20日 - ）はアメリカ合衆国の映画監督・プロデューサーである。

## 概要
アフリカ系アメリカ人がアメリカ社会で直面する、人種差別や偏見を正面から取り上げる作品で知られ、そのうち『ドゥ・ザ・ライト・シング』など4作品がアメリカ議会図書館においてアメリカ国立フィルム登録簿に永久登録されている。現在ニューヨーク大学映画学科の教授として映画製作を指導しているほか、母校であるモアハウス大学でも時折教壇に立っている。彼が設立した映画制作会社40エーカー・アンド・ア・ミュール・フィルムワークスは1983年以来35本の映画を公開している。

## 経歴
ジョージア州アトランタで、ジャズ・ミュージシャンである父ウィリアム・ジェームス・エドワーズ・リー三世、通称ビル・リーと教師であると同時に作家でもある母ジャクリーン・シェルトンの間に生まれた。幼い頃に家族でニューヨークのブルックリンに転居している。リーは幼少期に母親に「スパイク」というあだ名をつけられた。ジャズ・ベーシストの父ビルは、スパイク・リーのいくつかの作品で音楽を担当している。スパイク・リーと盟友関係を築く事になるデンゼル・ワシントン主演のジャズ映画『モ'・ベター・ブルース』があり、ビル・リーは終盤の結婚式のシーンで花嫁の父親役として出演もしている。花嫁役のインディゴ・ダウンズを演じるジョイ・リーはビル・リーの娘でありスパイクの実妹である。 母方の祖母ジミー・シェルトンは1929年に名門女子大学のスペルマン・カレッジを卒業している。1986年に初の長編映画『シーズ・ガッタ・ハヴ・イット』を製作する時、ジミー・シェルトンは資金面で全面的に援助した。スパイクは、ブルックリンのジョン・デウェイ高校に通った後、最初の作品『ラスト・ハッスル・イン・ブルックリン』を製作した頃には、アトランタのモアハウス大学で学んでいた。彼はクラーク・アトランタ大学でも映画のコースを取り、モアハウス・カレッジでマスコミ学士の学位を取得した。その後ニューヨークに戻り、ニューヨーク大学のティッチ・スクール・オブ・アートに入学し、1982年にファインアーツの修士を得て修了している。
彼が大学院修了課題のために製作した映画は『ジョーズ・バーバー・ショップ』で、学生が製作した映画として初めてリンカーン・センターでのニュー・ディレクター・ニュー・フィルム・フェスティバルに出品された。この映画は全米の大学生・大学院生を対象にした学生アカデミー賞でも大賞を受賞している。1985年、スパイク・リーは初めての商業映画に挑戦した。『シーズ・ガッタ・ハヴ・イット』は予算16万ドルで製作され公開期間はわずかに2週間という悪条件にもかかわらず、翌1986年に公開された時には700万ドルを超える興行成績を残し、スパイクの知名度は上昇した。1988年には『スクール・デイズ』を制作し、この作品からはサウンドトラックも注目されるようになった
1989年にヒット作『ドゥ・ザ・ライト・シング』を発表し、黒人監督としての地位を確立させる。本作では人種間の関係や、都市部の犯罪と貧困を描いており、黒人だけではなく、アジア人やイタリア系にも焦点を当てて怒りを表明した。人種差別を描いた映画として激賞され、アカデミー脚本賞にノミネートされるものの、「アカデミー作品賞にはノミネートされず」、それが問題として論争の的となった。
1991年には異なる人種のカップルを描いた『ジャングル・フィーバー』を発表し、出演者の一人であるサミュエル・L・ジャクソンがカンヌ国際映画祭にて演技を激賞され、特別に設置された助演賞を受賞した。また、本作ではスティービー・ワンダーが音楽を担当した。
1993年、『マルコムX』を発表した。本作では急進的な黒人解放運動家として知られているマルコムXを取り上げたが、公開前年には人種差別に対する抗議を含むロス暴動があったことも映画への後押しとなった。公開直後から批評家の間では「人種間の緊張を煽るだけ」という意見もあり評価は割れたものの、それらの議論も話題となり大ヒットを記録。アメリカ映画の巨匠であるマーティン・スコセッシと、厳しい論評で知られているロジャー・イーバートからは、「1990年代に作られた映画の内最も素晴らしい作品10本に入る」と評された。また、主演を務めたデンゼル・ワシントンも演技を評価され、ベルリン国際映画祭男優賞を受賞し、アカデミー主演男優賞にもノミネートされた。しかし、「作品自体には何のノミネートもなかった」ため、再び『ドゥ・ザ・ライト・シング』の時と同様に議論が巻き起こった。
1997年、ドキュメンタリー映画『4 Little Girls』ではアカデミー長編ドキュメンタリー映画賞にノミネートされた。
21世紀に入ってから暫くの間は賞レースから離れていたが、2015年に第7回ガバナーズ賞・アカデミー賞名誉賞を受賞。しかし後述の理由のとおり、アカデミー賞授賞式には出席しない意向を示した。
2018年、実話を基に制作した刑事ドラマ『ブラック・クランズマン』を発表。第71回カンヌ国際映画祭にてグランプリを、第91回アカデミー賞では脚色賞を受賞し、自身にとって初となるカンヌの主要賞受賞とオスカー競争部門受賞となった。
2021年には第74回カンヌ国際映画祭で審査員長を務めることとなった。
スパイク・リーは今までどのような批判を受けても、人種間の関係について語ることを恐れなかった。1992年、自身が制作した映画『マルコムX』を観るために学校を抜け出したとして糾弾されていた数名の黒人生徒を擁護した。その10年後には、ミシシッピ州上院議員で共和党の右派議員、トレント・ロットが「1948年にストロム・サーモンドが大統領候補者に当選していれば良かった」と語った事件（サーモンドの項を参照）が紙面を騒がせた後、リーはABCテレビの看板番組『グッド・モーニング・アメリカ』でロットが正真正銘のKKKメンバーであると非難した。
スパイク・リーは1995年公開の映画『ニュージャージー・ドライブ』でエグゼクティブプロデューサーを勤めた。この映画ではニュージャージー州に住むアフリカ系アメリカ人の自動車窃盗について描いている。当時、同州ニューアークでは全米で最も多く自動車泥棒が発生しており、当時のニューアーク市長シャープ・ジェームスはニューアーク市内でこの映画の撮影を許可しなかった。数年後の2002年、スパイク・リーはニューアーク市市長選でジェームスの敵対候補者コリー・ブーカーの支持を表明した。
1999年5月、カンヌ国際映画祭でスパイク・リー初の非黒人映画『サマー・オブ・サム』が公開され、リーはコロンバイン高校銃乱射事件についてハリウッドが受けている非難について質問された。リーは映画とテレビが問題だとは思わないと答えた。映画とテレビが青少年に与える影響についてインタビューされたリーは、米国の銃の問題が解決していないことについて語り、例として全米ライフル協会の名を挙げた。リーはこの件について詳しく語っている。
「彼らが『じゃあチャールトン・ヘストンについてはどうなんだ?』って訊いたから、『奴を撃て!』と言ったのさ。でもすぐに笑いながら『冗談だよ』って言ったんだよ。暴力が暴力を呼ぶことに対する単なる皮肉なジョークだったのさ」。リーはさらに続けて周りに集まったリポーター達に冗談を言った。「明日の朝は起きたくないな。朝刊の一面には俺がどれほどチャールストン・ヘストンを撃ってやりたいと思っているかって書かれるだろうからさ」
皮肉なことに、それは現実のものになった。保守派の擁護者であるルパート・マードックが所有している有力紙『ニューヨーク・ポスト』は、状況説明を省いてまるでリーが実際にへストンの死を望んでいるかのように書いた。この話はアメリカ議会にまで届き、共和党の代表ディック・アーメイは、リーは「教育現場における暴力問題についてより多くの暴力とより強い憎しみ以外に何も提供するものがない」と非難する声明を出した。リーが何度もメディアに出たり新聞社に話して訂正をしたにもかかわらず、実際の引用よりも誤った引用のほうが広く知られたままになっている。
さらに最近では、リーは2005年にアメリカ中西部を襲ったハリケーン・カトリーナ災害に対する連邦政府の対応について意見を述べている。CNNのニュースキャスターが連邦政府はハリケーン・カトリーナの災害で苦境にある黒人を見捨てたと思うかと訊ねると、リーは「ありえない話というわけでもない。俺はアメリカ政府を信用していないから。彼らが黒人全員をニューオーリンズから移動させようとしているとしてもありえない話じゃないと思う」と答えている。この後、スパイク・リーはハリケーン・カトリーナの災害を主題にしたドキュメンタリー『ウェン・ザ・リーヴス・ブローク』を監督している。
一方で、考証やリソースの確認をしっかりと行わずに人種問題に関しての発言や行動をとることもある。たとえば、2006年に公開されたクリント・イーストウッドの映画『父親たちの星条旗』、『硫黄島からの手紙』について、黒人俳優が出演していない事を理由にイーストウッドを人種差別主義者と決め付け、イーストウッドがそれに反論したことから両者とも激しい舌戦を繰り広げたが、スティーヴン・スピルバーグが両者の仲介を引き受ける形で間に立ち和解した、とスパイク・リーは最新作『セントアンナの奇跡』が公開された後のインタビューで答えていると同時に、舌戦を後悔した、とも語っている。現在では両者とも良好な関係を維持している（なお、人種差別が当然のように行われていた当時のアメリカ軍において、黒人兵が戦闘兵科に付いたのは前年12月ヨーロッパ戦線におけるバルジの戦い前後からのことであり、硫黄島攻略戦当時においても黒人兵はアメリカ軍上陸部隊の1%に満たなかった）。
また、2012年にはフロリダ州で自警団の白人男性に黒人少年が射殺された事件で、犯人の住所として無関係の一家の住所をツイートして騒動を起こした。結果的に、犯人と無関係の白人夫婦の住居とわかりのちに謝罪したものの、一時リツイートが爆発的に広まり現地を訪れる者もいたため、夫婦は一時的に家を離れなくてはいけなくなった。
熱烈なバスケットボールファン（ニューヨーク出身であることから特にニックスのファン）であるスパイク・リーは、エア・ジョーダン3が発売される際にマーケティングプロモーションのディレクションを担当、自身の作品でもたびたびエア・ジョーダンを登場させていたが、エア・ジョーダンを巡って暴力事件がインナーシティで多発する事態になると、スパイク・リーは批判の矢面に立たされることになる。リーは、責められるべきはアパレルメーカー側でなく、「インナーシティーの若者がスニーカーとジャケットと金細工のアクセサリーくらいにしか価値を見出せない状況こそが改善されなければならないのだ」と反論している。
2015年にはアカデミー賞名誉賞を受賞したが、俳優部門候補者（20人）が2年連続で白人のみとなったことを理由として、2016年2月に開催されるアカデミー賞授賞式には出席しない意向を表明。アカデミー賞を狙えるような役柄にマイノリティーの役者が配役されないのは映画会社の責任と非難した。
マイケル・ムーア監督の話題作『ボウリング・フォー・コロンバイン』が2002年で一番気に入った映画だった。車の免許を取得した事は一度もないがマツダのコンパクトカー「デミオ」のCMに出演した際、実際に運転をしている。自身の監督作の多くにカメオ出演しているスパイク・リーは1993年10月3日、ハーレムのリバーサイド教会で弁護士のトーニャ・ルイス（現在はトーニャ・ルイス・リー）と結婚。彼女とは、1992年9月の黒人政党支部会の年次総会があった週末、ワシントンD.C.で出会った。2人は支部の晩餐会に出席しており、彼女は妹のトレイシーと出席していた。彼女は、サラ・ローレンスからバージニア大学の法学部を卒業していた。スパイクは、著書『スパイク・リーのバスケットボール・ダイアリー』の中で、「彼女のはっとするような美しさに思わずのけぞった」と語っている。2人の結婚式には数百人の招待客が詰め掛け、親友のデンゼル・ワシントンは勿論、NBA選手のパトリック・ユーイングなど、親交の深い著名な人物が多く出席し、スティーヴィー・ワンダーが2人を祝福して歌った。
1994年12月2日に第一子である女の子サッチェル、1997年には息子のジャクソンを授かった。

自身とバスケットボールについて何冊も本を出版している程のバスケ好きで、特にNBAのニューヨーク・ニックスの熱狂的ファンとして有名である。ニックスの試合はいつも最前列で観戦し、相手チームの選手に野次を飛ばすことも多い。

## フィルモグラフィ

### 映画
| 年   | 題名                                                                                   | 役割                   | 備考                            |
| ---- | -------------------------------------------------------------------------------------- | ---------------------- | ------------------------------- |
| 1982 | ジョーズ・バーバー・ショップ Joe's Bed-Stuy Barbershop: We Cut Heads                   | 監督・脚本             |                                 |
| 1986 | シーズ・ガッタ・ハヴ・イット She's Gotta Have It                                       | 監督・脚本・出演       |                                 |
| 1988 | スクール・デイズ School Daze                                                           | 監督・脚本・出演       |                                 |
| 1989 | ドゥ・ザ・ライト・シング Do the Right Thing                                            | 監督・脚本・製作・出演 |                                 |
| 1990 | モ'・ベター・ブルース Mo' Better Blues                                                 | 監督・脚本・製作・出演 |                                 |
| 1991 | ジャングル・フィーバー Jungle Fever                                                    | 監督・脚本・製作・出演 |                                 |
| 1992 | マルコムX Malcom X                                                                     | 監督・脚本・製作・出演 |                                 |
| 1994 | クルックリン Crooklyn                                                                  | 監督・脚本・製作・出演 |                                 |
| 1995 | クロッカーズ Clockers                                                                  | 監督・脚本・製作       |                                 |
| 1995 | キング・オブ・フィルム/巨匠たちの60秒 Lumiere et Compagnie                             | 監督                   | オムニバス映画                  |
| 1996 | ガール6 Girl 6                                                                         | 監督・製作・出演       |                                 |
| 1996 | ゲット・オン・ザ・バス Get on the Bus                                                  | 監督・製作総指揮       |                                 |
| 1997 | 4 Little Girls                                                                         | 出演                   | 日本未公開 ドキュメンタリー映画 |
| 1998 | ラストゲーム He Got Game                                                               | 監督・脚本・製作       |                                 |
| 1999 | サマー・オブ・サム Summer of Sam                                                       | 監督・脚本・製作       |                                 |
| 2000 | キング・オブ・コメディ The Original Kings of Comedy                                    | 監督・脚本・製作       | ドキュメンタリー映画            |
| 2000 | Bamboozled                                                                             | 監督                   | 日本未公開                      |
| 2002 | A HUEY P.NEWTON STORY A Huey P. Newton Story                                           | 監督                   | ドキュメンタリー映画            |
| 2002 | 25時 25th Hour                                                                         | 監督・製作             |                                 |
| 2002 | 10ミニッツ・オールダー 人生のメビウス「ゴアVSブッシュ」 Ten Minutes Older: The Trumpet | 監督                   | オムニバス映画                  |
| 2004 | セレブの種 She Hate Me                                                                 | 監督・脚本・製作       |                                 |
| 2005 | それでも生きる子供たちへ 「アメリカのイエスの子ら」 Les Enfants Invisibles             | 監督                   | オムニバス映画                  |
| 2006 | インサイド・マン Inside Man                                                            | 監督                   |                                 |
| 2008 | セントアンナの奇跡 Miracle at St. Anna                                                 | 監督・製作             |                                 |
| 2012 | Red Hook Summer                                                                        | 監督                   | 日本未公開                      |
| 2013 | オールド・ボーイ Oldboy                                                                | 監督                   |                                 |
| 2014 | Da Sweet Blood of Jesus                                                                | 監督                   | 日本未公開                      |
| 2015 | シャイラク Chi-Raq                                                                     | 監督・脚本・製作       |                                 |
| 2017 | ロドニー・キング Rodney King                                                           | 監督・製作             | ライブ・パフォーマンス映画      |
| 2018 | パス・オーバー Pass Over                                                               | 監督・製作             | ライブ・パフォーマンス映画      |
| 2018 | ブラック・クランズマン BlacKkKlansman                                                  | 監督・脚本・製作       |                                 |
| 2020 | ザ・ファイブ・ブラッズ Da 5 Bloods                                                     | 監督・脚本・製作       |                                 |
| 2020 | アメリカン・ユートピア American Utopia                                                 | 監督・製作             | ライブ・パフォーマンス映画      |

### テレビ
- ドゥ・イット・アカペラ[17]（1990年、公共放送PBS）
- Bad 25（2012年）日本未公開
- シーズ・ガッタ・ハヴ・イット（英語版）（シーズン1） She's Gotta Have It（2017年）企画・製作総指揮

### 製作・製作総指揮
- ドロップ・スクワッド Drop Squad（1994年）
- ニュージャージー・ドライブ New Jersey Drive（1995年）
- ベストマン The Best Man（1999年）
- ワン・オン・ワン ファイナル・ゲーム Love & Basketball（2000年）
- ヴァニシング・チェイス 3 A.M（2001年）
- アリーケの詩 Pariah（2011年）
- トラブルメーカー The Girl is in Trouble（2014年）

### 重要なサウンド・トラック
- スクール・デイズ（1988年）：EUなどを収録
- ドゥ・ザ・ライト・シング（1989年）：パブリック・エネミー、ガイなどを収録

### 出演
- モハメド・アリ かけがえのない日々 When We Were Kibgs（1996年）

### PV撮影
- m.c.A・T「Oh! My Precious!」 撮影・弟のサンキ・リーと出演